# Aphanius mento
Aphanius mento is een straalvinnige vissensoort uit de familie van de eierleggende tandkarpers (Cyprinodontidae). De wetenschappelijke naam van de soort is voor het eerst geldig gepubliceerd in 1843 door  Johann Jakob Heckel.
A. mento werd in 1836 verzameld bij Mosoel (Syrië) tijdens een wetenschappelijke reis van de geoloog Joseph Russegger.